# Luverne (Alabama)
Luverne es una ciudad ubicada en el condado de Crenshaw en el estado estadounidense de Alabama. En el censo de 2000, su población era de 2635.

## Demografía
En el 2000 la renta per cápita promedia del hogar era de $ 22.457$, y el ingreso promedio para una familia era de 30.950$. El ingreso per cápita para la localidad era de 17.244$. Los hombres tenían un ingreso per cápita de 30.680$ contra 17.813$ para las mujeres.

## Geografía
Luverne está situado en 31°42′52″N 86°15′48″O / 31.71444, -86.26333 (31.714427, -86.263323)
Según la Oficina del Censo de los EE. UU., la ciudad tiene un área total de 12.42 millas cuadradas (32.16 km²).